# Caravelí
Caravelí è un comune del Perù, situato nella regione di Arequipa e capoluogo della provincia di Caravelí.